# مركز تدريب ساوا للدفاع
مركز ساوا للتدريب العسكري هو أكاديمية عسكرية في منطقة جاش بركاء بإريتريا. حيث يتم تجنيد قوات الدفاع الإريترية (E D F) وإرسال المجندين الوطنيين للخدمة للتدريب العسكري الأساسي. منذ عام 2003م، طُلب من جميع تلاميذ المدارس الثانوية المحلية حضور الصف الثاني عشر في مؤسسة قريبة من مركز سوا لضمان التزامهم بالتزامات الخدمة الوطنية الإلزامية.